# Haemopis septagon
Haemopis septagon — вид п'явок з роду Haemopis родини Haemopidae. Назва складається зі слів septa — «сім» і gon — скорочене від «гонопора» (генитальний отвір). Синонім — Percymoorensis septagon.

## Опис
Загальна довжина становить 6,9 см завширшки 12 мм. Голова порівняно велика. Має 5 пар очей, що розташовані параболічною дугою. 3 щелепи мають по 2 рядки, в кожному з яких 15 зубів. Тіло тверде і м'язисте, тонке. Складається з 16 сомітів, в кожному з яких є 5 кілець. Задня присоска має діаметр 6 мм. Гоновори розділено 6,5—7 кільцями. Звідси походить назва цього виду п'явок. Гонопори самиць збільшені й цицькоподібні. Тестісакси (яєчники) мають 11 пар. Анус широкий. нефридіопор (частина системи випорожнення) — 17 пар.
Забарвлення спини оливково-зелене з темною смугою, що тягнеться по середині. З боків розкидані дрібні темні цяточки. Верх задньої присоски чорного кольору. Навколо рота є темне кільце. Гонопори самиць білого кольору.

## Спосіб життя
Зустрічається як на суходолі, та й у воді. В першому випадку переважно. Тримається узбережжя водойм. Доволі активний хижак, полює на дрібних хробаків і ракоподібних.

## Розповсюдження
Поширена в США: від великих озер до Флориди.